# Groot-Brittannië op de Olympische Winterspelen 1936
Tijdens de Olympische Winterspelen van 1936, die in Garmisch-Partenkirchen (Duitsland) werden gehouden, nam Groot-Brittannië voor de vierde keer deel.

## Medailleoverzicht
| Sport       | Olympiër                                                | Discipline    | Medaille |
| ----------- | ------------------------------------------------------- | ------------- | -------- |
| IJshockey   | Olympisch team                                          | mannen        | Goud     |
| Kunstrijden | Cecilia Colledge                                        | vrouwen       | Zilver   |
| Bobsleeën   | Frederick McEvoy James Cardno Guy Dugdale Charles Green | 4-mansbob (m) | Brons    |

## Deelnemers en resultaten

### Alpineskiën
| Olympiër               | Discipline     | Resultaat | Prestatie                                           |
| ---------------------- | -------------- | --------- | --------------------------------------------------- |
| Peter Lunn             | combinatie (m) | 12e       | 83,82 punten afdaling: 5.35,6 slalom: 1.26,3+1.32,5 |
| James Palmer-Tomkinson | combinatie (m) | 14e       | 82,52 punten afdaling: 5.51,0 slalom: 1.29,8+1.26,5 |
| Christopher Hudson     | combinatie (m) | 29e       | 73,92 punten afdaling: 6.41,4 slalom: 1.28,9+1.42,4 |
| James Riddell          | combinatie (m) | dnf       | niet gefinisht afdaling: opgave slalom: dns         |
| Jeanette Kessler       | combinatie (v) | 8e        | 83,97 punten afdaling: 6.05,4 slalom: 1.25,7+1.22,2 |
| Evelyn Pinching        | combinatie (v) | 9e        | 82,19 punten afdaling: 5.27,2 slalom: 1.40,4+1.38,8 |
| Birnie Duthie          | combinatie (v) | 23e       | 66,13 punten afdaling: 6.37,2 slalom: 2.06,2+2.09,3 |
| Helen Blane            | combinatie (v) | 25e       | 64,84 punten afdaling: 7.26,4 slalom: 1.59,9+1.51,2 |

### Bobsleeën
| Olympiër                                                | Discipline                       | Resultaat | Prestatie                                       |
| ------------------------------------------------------- | -------------------------------- | --------- | ----------------------------------------------- |
| Frederick McEvoy James Cardno                           | 2-mansbob (m) Groot-Brittannië I | 4e        | 5.40,25 (1.25,61 / 1.23,85 / 1.28,58 / 1.22,21) |
| Frederick McEvoy James Cardno Guy Dugdale Charles Green | 4-mansbob (m) Groot-Brittannië I | Brons     | 5.23,41 (1.23,38 / 1.20,18 / 1.20,74 / 1.19,11) |

### Kunstrijden
| Olympiër                       | Discipline | Resultaat | Prestatie               |
| ------------------------------ | ---------- | --------- | ----------------------- |
| Graham Sharp                   | mannen     | 5e        | pc. 34,0; 394,1 punten  |
| Jack Dunn                      | mannen     | 6e        | pc. 42,0; 387,7 punten  |
| Freddie Tomlins                | mannen     | 10e       | pc. 77,0; 364,2 punten  |
| Geoffrey Yates                 | mannen     | 16e       | pc. 110,0; 348,7 punten |
| Cecilia Colledge               | vrouwen    | Zilver    | pc. 13,5; 418,1 punten  |
| Mollie Phillips                | vrouwen    | 11e       | pc. 78,0; 366,2 punten  |
| Belita Jepson-Turner           | vrouwen    | 16e       | pc. 107,0; 352,6 punten |
| Gweneth Butler                 | vrouwen    | dnf       | opgave                  |
| Violet Cliff Leslie Cliff      | paarrijden | 7e        | pc. 56,5; 10,1 punten   |
| Rosemarie Stewart Ernest Yates | paarrijden | 10e       | pc. 102,5; 9,0 punten   |

### Langlaufen
| Olympiër       | Discipline | Resultaat | Prestatie |
| -------------- | ---------- | --------- | --------- |
| Francis Walter | 18 km (m)  | 71e       | 1:44.13   |

### Noordse combinatie
| Olympiër     | Discipline | Resultaat | Prestatie                                                      |
| ------------ | ---------- | --------- | -------------------------------------------------------------- |
| Percy Legard | mannen     | 45e       | 249,3 punten 18 km: 76,8 (1:47.47) schans: 172,5 (39,5+45,0 m) |

### IJshockey
| Olympiër | Discipline | Resultaat | Prestatie |
| --- | ---------- | --------- | --- |
| James Foster Carl Erhardt Gordon Dailley Archibald Stinchcombe Edgar Brenchley John Coward James Chappell Alexander Archer Gerry Davey James Borland Robert Wyman Jack Kilpatrick Arthur Child | mannen     | Goud      | voorronde: 1 - 0 Groot-Brittannië - Zweden 3 - 0 Groot-Brittannië - Japan halve finaleronde: 2 - 1 Groot-Brittannië - Canada 1 - 1 Groot-Brittannië - Duitsland 5 - 1 Groot-Brittannië - Hongarije finaleronde: 5 - 0 Groot-Brittannië - Tsjecho-Slowakije 0 - 0 Groot-Brittannië - Verenigde Staten |

Australië · België · Bulgarije · Canada · Duitsland · Estland · Finland · Frankrijk · Griekenland · Groot-Brittannië · Hongarije · Italië · Japan · Joegoslavië · Letland · Liechtenstein · Luxemburg · Nederland · Noorwegen · Oostenrijk · Polen · Roemenië · Spanje · Tsjecho-Slowakije · Turkije · Verenigde Staten · Zweden · Zwitserland